# Hospital Universitario Grenoble-Alpes
El Hospital Universitario Grenoble-Alpes (en francés: Centre Hospitalier Universitaire Grenoble-Alpes) es un hospital francés construido en 1974 en la ciudad de Grenoble, departamento de Isère. Con una capacidad total para más de 2.200 camas (2011), es el principal hospital de la ciudad de Grenoble y de su departamento de Isère, Francia. El CHU Grenoble-Alpes recibe todas las llamadas de teléfono desde el departamento de Isère enviadas a través del número de emergencia 15 (número de teléfono de asistencia médica de servicio de emergencia) a través del Centro de Recepción y Control de llamadas.
La conurbación de Grenoble cuenta con casi 500.000 habitantes en el departamento de Isère, que tiene 1,2 millones de habitantes. Con un presupuesto de funcionamiento de 610 millones de euros en 2011, el Hospital Universitario de Grenoble emplea a un total de 7.231 empleados (incluyendo 1.557 médicos) que lo convierte en el empleador más grande en el área de Grenoble, por delante de las multinacionales STMicroelectronics y Schneider Electric.